# Haliplus bistriatus
Haliplus bistriatus is een keversoort uit de familie watertreders (Haliplidae). De wetenschappelijke naam van de soort is voor het eerst geldig gepubliceerd in 1880 door Wehncke.